# Saurauia bullosa
Saurauia bullosa är en tvåhjärtbladig växtart som beskrevs av Heinrich Wawra. Saurauia bullosa ingår i släktet Saurauia och familjen Actinidiaceae. Inga underarter finns listade i Catalogue of Life.